# Giro Rosa 2016
27. edycja kobiecego, etapowego wyścigu kolarskiego Giro Rosa odbyła się w dniach 1-10 lipca 2016 roku we Włoszech. Liczyła 10 etapów o łącznym dystansie 857,7 km.
Giro Rosa był jedenastym w sezonie wyścigiem cyklu UCI Women’s World Tour, będącym serią najbardziej prestiżowych zawodów kobiecego kolarstwa.
Zwyciężczynią została Amerykanka Megan Guarnier, dla której było to już trzecie w tym sezonie zwycięstwo w zawodach tego cyklu.

## Etapy
| Etap   | Data     | Start – Meta                   | km    | Typ         | Zwycięzca etapu  | Lider          |
| ------ | -------- | ------------------------------ | ----- | ----------- | ---------------- | -------------- |
| Prolog | 1 lipca  | Gaiarine                       | 2     | ITT         | Leah Kirchmann   | Leah Kirchmann |
| 1.     | 2 lipca  | Gaiarine – San Fior            | 104   | Płaski      | Giorgia Bronzini | Megan Guarnier |
| 2.     | 3 lipca  | Tarcento – Montenars           | 111,1 | Pagórkowaty | Evelyn Stevens   | Evelyn Stevens |
| 3.     | 4 lipca  | Montagnana – Lendinara         | 120   | Płaski      | Chloe Hosking    | Evelyn Stevens |
| 4.     | 5 lipca  | Costa Volpino – Lovere         | 98,5  | Płaski      | Tiffany Cromwell | Evelyn Stevens |
| 5.     | 6 lipca  | Grosio – Tirano                | 77,5  | Górski      | Mara Abbott      | Mara Abbott    |
| 6.     | 7 lipca  | Andora – Madonna della Guardia | 118,6 | Górski      | Evelyn Stevens   | Megan Guarnier |
| 7.     | 8 lipca  | Albisola Superiore – Varazze   | 21,9  | ITT         | Evelyn Stevens   | Megan Guarnier |
| 8.     | 9 lipca  | Rescaldina – Legnano           | 99,3  | Płaski      | Giorgia Bronzini | Megan Guarnier |
| 9.     | 10 lipca | Verbania – Verbania            | 104,8 | Pagórkowaty | Thalita de Jong  | Megan Guarnier |

### Prolog – 01.07: Gaiarine – 2 km
| #   | Zawodnik             | Zespół | Czas   |
| --- | -------------------- | ------ | ------ |
| 1.  | Leah Kirchmann       | TLP    | 2' 23" |
| 2.  | Thalita de Jong      | RBW    | + 1"   |
| 3.  | Anna van der Breggen | RBW    | + 1"   |
|     |                      |        |        |
| 7.  | Katarzyna Niewiadoma | RBW    | + 5"   |
| 19. | Eugenia Bujak        | BTC    | + 7"   |
| 59. | Małgorzata Jasińska  | ALE    | + 12"  |

| #   | Zawodnik             | Zespół | Czas   |
| --- | -------------------- | ------ | ------ |
| 1.  | Leah Kirchmann       | TLP    | 2' 23" |
| 2.  | Thalita de Jong      | RBW    | + 1"   |
| 3.  | Anna van der Breggen | RBW    | + 1"   |
|     |                      |        |        |
| 7.  | Katarzyna Niewiadoma | RBW    | + 5"   |
| 19. | Eugenia Bujak        | BTC    | + 7"   |
| 59. | Małgorzata Jasińska  | ALE    | + 12"  |

### Etap 1 – 01.07: Gaiarine – San Fior – 104 km
| #   | Zawodnik             | Zespół | Czas       |
| --- | -------------------- | ------ | ---------- |
| 1.  | Giorgia Bronzini     | WHT    | 2h 38' 22" |
| 2.  | Megan Guarnier       | DLT    | + 0"       |
| 3.  | Rasa Leleivyte       | VAI    | + 0"       |
|     |                      |        |            |
| 4.  | Katarzyna Niewiadoma | RBW    | + 0"       |
| 14. | Eugenia Bujak        | BTC    | + 41"      |
| 17. | Małgorzata Jasińska  | ALE    | + 41"      |

| #   | Zawodnik             | Zespół | Czas       |
| --- | -------------------- | ------ | ---------- |
| 1.  | Megan Guarnier       | DLT    | 2h 40' 42" |
| 2.  | Katarzyna Niewiadoma | RBW    | + 8"       |
| 3.  | Giorgia Bronzini     | WHT    | + 8"       |
|     |                      |        |            |
| 16. | Eugenia Bujak        | BTC    | + 51"      |
| 24. | Małgorzata Jasińska  | ALE    | + 56"      |

### Etap 2 – 03.07: Tarcento – Montenars – 111,1 km
| #   | Zawodnik             | Zespół | Czas       |
| --- | -------------------- | ------ | ---------- |
| 1.  | Evelyn Stevens       | DLT    | 2h 48' 26" |
| 2.  | Elisa Longo Borghini | WHT    | + 0"       |
| 3.  | Katarzyna Niewiadoma | RBW    | + 2"       |
|     |                      |        |            |
| 13. | Małgorzata Jasińska  | ALE    | + 1' 06"   |
| 31. | Eugenia Bujak        | BTC    | + 1' 45"   |

| #   | Zawodnik             | Zespół | Czas       |
| --- | -------------------- | ------ | ---------- |
| 1.  | Evelyn Stevens       | DLT    | 5h 29' 12" |
| 2.  | Katarzyna Niewiadoma | RBW    | + 2"       |
| 3.  | Megan Guarnier       | DLT    | + 18"      |
|     |                      |        |            |
| 14. | Małgorzata Jasińska  | ALE    | + 1' 58"   |
| 21. | Eugenia Bujak        | BTC    | + 2' 32"   |

### Etap 3 – 04.07: Montagnana – Lendinara – 120 km
| #   | Zawodnik             | Zespół | Czas       |
| --- | -------------------- | ------ | ---------- |
| 1.  | Chloe Hosking        | WHT    | 2h 50' 14" |
| 2.  | Marta Tagliaferro    | ALE    | + 0"       |
| 3.  | Giorgia Bronzini     | WHT    | + 0"       |
|     |                      |        |            |
| 25. | Katarzyna Niewiadoma | RBW    | + 0"       |
| 37. | Eugenia Bujak        | BTC    | + 0"       |
| 39. | Małgorzata Jasińska  | ALE    | + 0"       |

| #   | Zawodnik             | Zespół | Czas       |
| --- | -------------------- | ------ | ---------- |
| 1.  | Evelyn Stevens       | DLT    | 8h 19' 25" |
| 2.  | Katarzyna Niewiadoma | RBW    | + 3"       |
| 3.  | Megan Guarnier       | DLT    | + 16"      |
|     |                      |        |            |
| 14. | Małgorzata Jasińska  | ALE    | + 1' 59"   |
| 20. | Eugenia Bujak        | BTC    | + 2' 33"   |

### Etap 4 – 05.07: Costa Volpino – Lovere – 98,5 km
| #   | Zawodnik                  | Zespół | Czas       |
| --- | ------------------------- | ------ | ---------- |
| 1.  | Tiffany Cromwell          | LPR    | 2h 02' 24" |
| 2.  | Maria Giulia Confalonieri | LWZ    | + 0"       |
| 3.  | Aude Biannic              | FUT    | + 0"       |
|     |                           |        |            |
| 30. | Katarzyna Niewiadoma      | RBW    | + 0"       |
| 35. | Małgorzata Jasińska       | ALE    | + 0"       |
| 97. | Eugenia Bujak             | BTC    | + 13"      |

| #   | Zawodnik             | Zespół | Czas        |
| --- | -------------------- | ------ | ----------- |
| 1.  | Evelyn Stevens       | DLT    | 10h 21' 49" |
| 2.  | Katarzyna Niewiadoma | RBW    | + 3"        |
| 3.  | Megan Guarnier       | DLT    | + 16"       |
|     |                      |        |             |
| 13. | Małgorzata Jasińska  | ALE    | + 1' 59"    |
| 25. | Eugenia Bujak        | BTC    | + 2' 46"    |

### Etap 5 – 06.07: Grosio – Tirano – 77,5 km
| #   | Zawodnik             | Zespół | Czas       |
| --- | -------------------- | ------ | ---------- |
| 1.  | Mara Abbott          | WHT    | 2h 40' 23" |
| 2.  | Elisa Longo Borghini | WHT    | + 37"      |
| 3.  | Tatiana Guderzo      | HPU    | + 37"      |
|     |                      |        |            |
| 12. | Katarzyna Niewiadoma | RBW    | + 4' 26"   |
| 24. | Małgorzata Jasińska  | ALE    | + 8' 41"   |
| 61. | Eugenia Bujak        | BTC    | + 15' 28"  |

| #   | Zawodnik             | Zespół | Czas        |
| --- | -------------------- | ------ | ----------- |
| 1.  | Mara Abott           | WHT    | 13h 02' 52" |
| 2.  | Megan Guarnier       | DLT    | + 10"       |
| 3.  | Elisa Longo Borghini | WHT    | + 15"       |
|     |                      |        |             |
| 9.  | Katarzyna Niewiadoma | RBW    | + 3' 49"    |
| 17. | Małgorzata Jasińska  | ALE    | + 10' 00"   |
| 38. | Eugenia Bujak        | BTC    | + 17' 34"   |

### Etap 6 – 07.07:  Andora – Alassio/Madonna della Guardia – 118,6 km
| #   | Zawodnik             | Zespół | Czas       |
| --- | -------------------- | ------ | ---------- |
| 1.  | Evelyn Stevens       | DLT    | 3h 47' 42" |
| 2.  | Megan Guarnier       | DLT    | + 6"       |
| 3.  | Anna van der Breggen | RBW    | + 19"      |
|     |                      |        |            |
| 7.  | Katarzyna Niewiadoma | RBW    | + 2' 58"   |
| 17. | Małgorzata Jasińska  | ALE    | + 13' 31"  |
| DNS | Eugenia Bujak        | BTC    | –          |

| #   | Zawodnik             | Zespół | Czas        |
| --- | -------------------- | ------ | ----------- |
| 1.  | Megan Guarnier       | DLT    | 16h 50' 41" |
| 2.  | Mara Abott           | WHT    | + 46"       |
| 3.  | Evelyn Stevens       | DLT    | + 1' 03"    |
|     |                      |        |             |
| 7.  | Katarzyna Niewiadoma | RBW    | + 6' 40"    |
| 17. | Małgorzata Jasińska  | ALE    | + 23' 24"   |

### Etap 7 – 08.07: Albisola Superiore – Varazze – 21,9 km
| #   | Zawodnik             | Zespół | Czas     |
| --- | -------------------- | ------ | -------- |
| 1.  | Evelyn Stevens       | DLT    | 12' 21"  |
| 2.  | Anna van der Breggen | RBW    | + 4"     |
| 3.  | Elisa Longo Borghini | WHT    | + 4"     |
|     |                      |        |          |
| 5.  | Katarzyna Niewiadoma | RBW    | + 37"    |
| 30. | Małgorzata Jasińska  | ALE    | + 3' 02" |

| #   | Zawodnik             | Zespół | Czas        |
| --- | -------------------- | ------ | ----------- |
| 1.  | Megan Guarnier       | DLT    | 17h 21' 31" |
| 2.  | Evelyn Stevens       | DLT    | + 34"       |
| 3.  | Anna van der Breggen | RBW    | + 1' 53"    |
|     |                      |        |             |
| 7.  | Katarzyna Niewiadoma | RBW    | + 6' 48"    |
| 18. | Małgorzata Jasińska  | ALE    | + 25' 57"   |

### Etap 8 – 09.07: Rescaldina – Legnano – 99,3 km
| #   | Zawodnik                  | Zespół | Czas       |
| --- | ------------------------- | ------ | ---------- |
| 1.  | Giorgia Bronzini          | WHT    | 2h 28' 48" |
| 2.  | Marta Bastianelli         | ALE    | + 0"       |
| 3.  | Maria Giulia Confalonieri | LWZ    | + 0"       |
|     |                           |        |            |
| 17. | Katarzyna Niewiadoma      | RBW    | + 0"       |
| 37. | Małgorzata Jasińska       | ALE    | + 0"       |

| #   | Zawodnik             | Zespół | Czas        |
| --- | -------------------- | ------ | ----------- |
| 1.  | Megan Guarnier       | DLT    | 19h 56' 19" |
| 2.  | Evelyn Stevens       | DLT    | + 34"       |
| 3.  | Anna van der Breggen | RBW    | + 1' 53"    |
|     |                      |        |             |
| 7.  | Katarzyna Niewiadoma | RBW    | + 6' 48"    |
| 16. | Małgorzata Jasińska  | ALE    | + 25' 55"   |

### Etap 9 – 10.07: Verbania – Verbania – 104,8 km
| #   | Zawodnik                  | Zespół | Czas       |
| --- | ------------------------- | ------ | ---------- |
| 1.  | Thalita de Jong           | RBW    | 2h 44' 24" |
| 2.  | Riejanne Markus           | TLP    | + 1' 05"   |
| 3.  | Maria Giulia Confalonieri | LWZ    | + 1' 05"   |
|     |                           |        |            |
| 8.  | Katarzyna Niewiadoma      | RBW    | + 1' 57"   |
| 46. | Małgorzata Jasińska       | ALE    | + 5' 41"   |

| #   | Zawodnik             | Zespół | Czas        |
| --- | -------------------- | ------ | ----------- |
| 1.  | Megan Guarnier       | DLT    | 22h 42' 20" |
| 2.  | Evelyn Stevens       | DLT    | + 34"       |
| 3.  | Anna van der Breggen | RBW    | + 1' 53"    |
|     |                      |        |             |
| 7.  | Katarzyna Niewiadoma | RBW    | + 6' 48"    |
| 18. | Małgorzata Jasińska  | ALE    | + 29' 39"   |

## Liderki klasyfikacji po etapach
| Etap    | Zwyciężczyni     | Klasyfikacja generalna · | Klasyfikacja punktowa · | Klasyfikacja górska · | Klasyfikacja młodzieżowa · | Najwyżej sklasyfikowana Włoszka · |
| ------- | ---------------- | ------------------------ | ----------------------- | --------------------- | -------------------------- | --------------------------------- |
| P       | Leah Kirchmann   | Leah Kirchmann           | Leah Kirchmann          | nie przyznawano       | Katarzyna Niewiadoma       | Barbara Guarischi                 |
| 1       | Giorgia Bronzini | Megan Guarnier           | Megan Guarnier          | Elisa Longo Borghini  | Katarzyna Niewiadoma       | Giorgia Bronzini                  |
| 2       | Evelyn Stevens   | Evelyn Stevens           | Megan Guarnier          | Evelyn Stevens        | Katarzyna Niewiadoma       | Elisa Longo Borghini              |
| 3       | Chloe Hosking    | Evelyn Stevens           | Megan Guarnier          | Elisa Longo Borghini  | Katarzyna Niewiadoma       | Elisa Longo Borghini              |
| 4       | Tiffany Cromwell | Evelyn Stevens           | Megan Guarnier          | Elisa Longo Borghini  | Katarzyna Niewiadoma       | Elisa Longo Borghini              |
| 5       | Mara Abbott      | Mara Abbott              | Megan Guarnier          | Elisa Longo Borghini  | Katarzyna Niewiadoma       | Elisa Longo Borghini              |
| 6       | Evelyn Stevens   | Megan Guarnier           | Megan Guarnier          | Elisa Longo Borghini  | Katarzyna Niewiadoma       | Tatiana Guderzo                   |
| 7 (ITT) | Evelyn Stevens   | Megan Guarnier           | Megan Guarnier          | Elisa Longo Borghini  | Katarzyna Niewiadoma       | Tatiana Guderzo                   |
| 8       | Giorgia Bronzini | Megan Guarnier           | Megan Guarnier          | Elisa Longo Borghini  | Katarzyna Niewiadoma       | Tatiana Guderzo                   |
| 9       | Thalita de Jong  | Megan Guarnier           | Megan Guarnier          | Elisa Longo Borghini  | Katarzyna Niewiadoma       | Tatiana Guderzo                   |
| Final   | Final            | Megan Guarnier           | Megan Guarnier          | Elisa Longo Borghini  | Katarzyna Niewiadoma       | Tatiana Guderzo                   |

## Klasyfikacje końcowe

### Klasyfikacja generalna
|    | Zawodnik             | Zespół              | Czas        |
| -- | -------------------- | ------------------- | ----------- |
| 1  | Megan Guarnier       | Boels–Dolmans       | 22h 42' 40" |
| 2  | Evelyn Stevens       | Boels–Dolmans       | + 34"       |
| 3  | Anna van der Breggen | Rabo Liv            | + 1' 53"    |
| 4  | Claudia Lichtenberg  | Lotto–Soudal Ladies | + 2' 33"    |
| 5  | Mara Abott           | Wiggle High5        | + 2' 38"    |
| 6  | Tatiana Guderzo      | Team Hitec Products | + 3' 05"    |
| 7  | Katarzyna Niewiadoma | Rabo Liv            | + 6' 48"    |
| 8  | Leah Kirchmann       | Team Liv–Plantur    | + 15' 17"   |
| 9  | Alena Amialiusik     | Canyon–SRAM         | + 16' 18"   |
| 10 | Ksenyia Tuhai        | Bepink              | + 16' 20"   |
|    |                      |                     |             |
| 18 | Małgorzata Jasińska  | Alé–Cipollini       | + 29' 39"   |

|   | Zawodnik             | Zespół        | Punkty |
| - | -------------------- | ------------- | ------ |
| 1 | Megan Guarnier       | Boels–Dolmans | 60     |
| 2 | Evelyn Stevens       | Boels–Dolmans | 52     |
| 3 | Giorgia Bronzini     | Wiggle High5  | 40     |
|   |                      |               |        |
| 5 | Katarzyna Niewiadoma | Rabo Liv      | 35     |

|    | Zawodnik             | Zespół        | Punkty |
| -- | -------------------- | ------------- | ------ |
| 1  | Elisa Longo Borghini | Wiggle High5  | 42     |
| 2  | Mara Abott           | Wiggle High5  | 35     |
| 3  | Evelyn Stevens       | Boels–Dolmans | 34     |
|    |                      |               |        |
| 4  | Katarzyna Niewiadoma | Rabo Liv      | 31     |
| 16 | Małgorzata Jasińska  | Alé–Cipollini | 2      |

|   | \| \| Zawodnik \| Zespół \| Czas \| \| - \| -------------------- \| -------------------- \| ----------- \| \| 1 \| Katarzyna Niewiadoma \| Rabo Liv \| 22h 49' 28" \| \| 2 \| Ksenyia Tuhai \| Bepink \| + 9' 32" \| \| 3 \| Alice Maria Arzuffi \| Lensworld.eu–Zannata \| + 20' 44" \| |                      |             |
|   | Zawodnik | Zespół               | Czas        |
| 1 | Katarzyna Niewiadoma | Rabo Liv             | 22h 49' 28" |
| 2 | Ksenyia Tuhai | Bepink               | + 9' 32"    |
| 3 | Alice Maria Arzuffi | Lensworld.eu–Zannata | + 20' 44"   |